# Mario Tsutsui
Mario Tsutsui (27 de diciembre de 1958) es un deportista brasileño que compitió en judo. Ganó tres medallas en el Campeonato Panamericano de Judo entre los años 1982 y 1986.

## Palmarés internacional
| Campeonato Panamericano | Campeonato Panamericano   | Campeonato Panamericano | Campeonato Panamericano |
| Año                     | Lugar                     | Medalla                 | Categoría               |
| ----------------------- | ------------------------- | ----------------------- | ----------------------- |
| 1982                    | Santiago de Chile (Chile) | Medalla de oro          | –71 kg                  |
| 1985                    | La Habana (Cuba)          | Medalla de oro          | –71 kg                  |
| 1986                    | Salinas (Puerto Rico)     | Medalla de bronce       | –71 kg                  |